# Gubernatorstwo Kabis
Gubernatorstwo Kabis (arab. ولاية قابس, fr. Gouvernorat de Gabès) – jest jednym z 24 gubernatorstw w Tunezji, znajdujące się we wschodniej części kraju.